# Har Gamal
Har Gamal (hebreiska: הר גמל) är ett berg i Israel.   Det ligger i distriktet Norra distriktet, i den norra delen av landet. Toppen på Har Gamal är 300 meter över havet.
Terrängen runt Har Gamal är kuperad österut, men västerut är den platt. Runt Har Gamal är det ganska tätbefolkat, med 90 invånare per kvadratkilometer. Närmaste större samhälle är Nahariya, 15,4 km nordväst om Har Gamal. Trakten runt Har Gamal består till största delen av jordbruksmark.